# Ялпаєво
Ялпа́єво (рос. Ялпаево, марій. Ялпай почиҥга) — присілок у складі Новотор'яльського району Марій Ел, Росія. Входить до складу Чуксолинського сільського поселення.

## Населення
Населення — 5 осіб (2010; 14 у 2002).
Національний склад (станом на 2002 рік):
- марі — 93 %